# Hydroptila bribriae
Hydroptila bribriae is een schietmot uit de familie Hydroptilidae. De soort komt voor in het Nearctisch gebied.